# 迪斯·甸
威廉·勞夫·甸（英語：William Ralph Dean，1907年1月22日—1980年3月1日），一般被稱呼為迪斯·甸（Dixie Dean），是一位英格蘭足球運動員，也是英格蘭足球史上入球最多的射手，其中以為愛華頓效力時的時光最為人津津樂道。

## 生平
迪斯·甸出生於柴郡的伯肯黑德（Birkenhead，現今位於默西賽德郡），他的足球事業亦於當地的球隊燦美爾起步，至1925年以3,000英鎊轉到自小便支持的愛華頓，馬上便發揮作用，首個賽季就射進了32個入球。
雖然1926年迪斯·甸在北威爾斯 Holywell 發生嚴重電單車意外，頭骨及顎骨骨折，但他能完全康復過來，還為球隊繼續入球。他至今仍然是唯一在英格蘭足球一個賽季射進60球的人（1927/28年球季）。該賽季愛華頓亦贏得甲組聯賽冠軍。即使愛華頓在1930年降到乙組，迪斯·甸沒有離開，愛華頓亦於1931年贏得乙組聯賽冠軍，1932年重奪甲組冠軍，1933年更贏得英格蘭足總盃。這一連串的成就起落實在後無來者。
當時迪斯·甸已是球隊的隊長。不過，因為當時足球運動嚴苛的體能要求，球員要付出不少，終於在1937年，迪斯·甸失去正選席位。他隨後到過鄀士郡及愛爾蘭的斯萊戈（Sligo Rovers）繼續比賽。退休後，他在英格蘭切斯特開設了一所名為「Dublin Packet」的酒吧，及為「列圖活斯足球彩劵」位於Walton Hall Avenue的辦公室當服務員；共事的人都認為他沉默謙遜。
迪斯·甸共為愛華頓上陣433次，射入383球，入球率極之優異。由於現代足球的入球率相對低得多，這個紀錄及一季射入60球的紀錄，恐怕難以有人能打破。他也廣被稱許為一位有專業精神的球員，雖然受到對手粗野對待及挑釁（事實上他在一次攔截中失去一個睪丸），但是一生從未被出示過黃牌或紅牌。

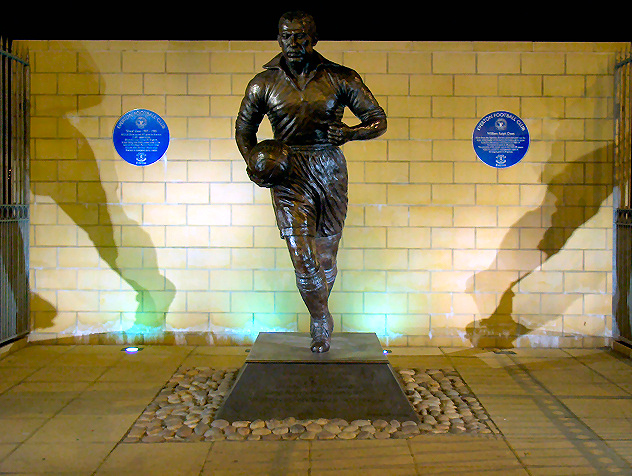
位於葛迪遜公園外的迪斯·甸銅像

英格蘭聯中只有阿瑟·羅利（Arthur Rowley）在職業生涯取得更多入球，但得留意羅利出賽619次，射入433球（平均每場0.70球），迪斯·甸用了438場便射入379球（平均每場0.87球）；而迪斯·甸只曾在乙組聯賽經歷一季，但羅利郤在丙、丁組渡過了好幾個賽季。
他也為英格蘭出賽16次，射入18球，當中六球來自兩次帽子戲法。1927年5月對比利時攻入三球，10天後對盧森堡再進三球。
據說他的暱稱「迪斯」（Dixie）是因為他黝黑的膚色和鬈髮，球迷覺得他像美國南部的非洲裔美國人而為他創作的。但迪斯·甸郤十分不喜歡這個稱呼，而想人家叫他比爾（Bill）。
1980年，迪斯·甸在愛華頓的主場葛迪遜公園球場觀賞球隊對同市死敵利物浦的比賽時，因為心臟衰竭逝世。該場比賽利物浦勝2-1。2001年，一尊迪斯·甸的塑像在球場的「Park End 看台」外立起，其下刻著「球員、紳士、愛華頓人」（Footballer, Gentleman, Evertonian）。2002年，迪斯·甸更成為英格蘭足球名人堂的創始被提名人之一。2003年，「列圖活斯足球彩劵」贊助運動頒獎禮「默西塞德年度運動風雲人物獎」（Merseyside Sports Personality of the Year Awards）中「愛華頓年度風雲人物」（Everton Personality of the Year）的「迪斯·甸獎」，獲獎者是前愛華頓領隊侯活·簡度（Howard Kendall）。

## 才能
迪斯·甸是當時的傳奇人物，盤球、速度、射門和為隊友制造機會都十分優秀。但他最厲害的是頭球攻門，他被認為是足球運動史上頭球最強的人。迪斯·甸以前用藥球來跟隊友湯美·羅頓（Tommy Lawton）練習頭球。很多人相信他應該可以與比利（Pelé）和迪史提芬奴（Alfredo Di Stéfano）相提並論，但因為他的成就是戰前所得，因此沒有得到那種認同。
其後成為宿敵利物浦領隊的比爾·香克利（Bill Shankly）在BBC訪問中說過：「有幸看過迪斯·甸踢球的人，會以人家談論貝多芬、莎士比亞或者莫札特的方式談及他，他實在是好到那個程度。」

## 成就
- 甲組聯賽冠軍（2）：1928年、1932年；
- 乙組聯賽冠軍（1）：1931年；
- 英格蘭慈善盾（2）：1928年、1932年；
- 英格蘭足總盃（1）：1933年；
- 英格蘭中部聯賽冠軍（1）：1938年；
- 愛爾蘭聯賽亞軍（1）：1939年；
- 愛爾蘭足協盃亞軍（1）：1939年；
- 英格蘭國家隊喼帽：16
- 國家隊入球：18
- 足球聯賽代表隊次數：6
- 足球聯賽代表隊入球：9

## 獎項
- 'Sunday Pictorial Trophy' for 60 League Goals in 1927-28
- Lewis's Medal to commemorate 200 league goals in 199 appearances
- Hall of Fame Trophy (1971)
- Football Writers' Association inscribed silver salver (1976)
- 英格蘭足球名人堂首屆入選人：2002年；
- BBC Radio Merseyside's（英语：BBC Radio Merseyside） 4th "Greatest Merseysider" (2003)

## 外部連結
- Biography on Everton website （页面存档备份，存于）
- A fan's personal tribute
- Association of Football Statisticians article （页面存档备份，存于）
- English Football Hall of Fame Profile[]
- Football League Greats: Dixie Dean[永久]
- 迪斯·甸在互联网电影资料库（IMDb）上的資料（英文）